# Johannes Bah Kuhnke
Kjell Dietrich Johannes Kuhnke, gift Bah Kuhnke, född den 17 april 1972 i Ströms församling, Jämtlands län, är en svensk skådespelare och musikalsångare.

## Biografi
Johannes Kuhnke var tidigt intresserad av skådespelaryrket och studerade vid teatergymnasium i Göteborg. Han antogs till Teaterhögskolan i Malmö 1996 samt vid New York Universitys - Stonestreet Studio.
Han har bland annat varit med i uppsättningar som De tre musketörerna, Hedwig and the Angry Inch, Cabaret, Djungelboken och Figaros bröllop på Stockholms Stadsteater. Han har arbetat vid ett flertal andra teatrar som bland annat Backa Teater, Göteborgs Stadsteater, Malmö Stadsteater och Teater Tribunalen. På film och i TV har Kuhnke medverkat i bland annat Ella Lemhagens Om inte, Richard Hoberts film Ögat, Järnvägshotellet, Älskade du, Så olika och Äkta människor. 2014 spelade han huvudrollen i Ruben Östlunds kritikerrosade film Turist. Filmen belönades med juryns pris vid Filmfestivalen i Cannes 2014 och valdes samma år till Sveriges bidrag till Oscarsgalan 2015.
Kuhnke deltog i Melodifestivalen 2010 med låten "Tonight". Den tävlade i deltävlingen i Göteborg, men åkte ut i första omgången.
Johannes Kuhnke var mellan 2003 och 2023 gift med Alice Bah Kuhnke och har tillsammans med henne tre barn.

## Diskografi
- 2010 - Tonight (Från Melodifestivalen 2010)

## Filmografi (i urval)
- 2001 – Om inte
- 2003 – Järnvägshotellet (TV-serie)
- 2003 – Solbacken: Avd. E (TV-serie)
- 2009 – Så olika
- 2011 – Bilar 2 (röst)
- 2012–2014 – Äkta människor (TV-serie)
- 2013 – Wallander – Sorgfågeln
- 2014 – Turist
- 2015 – 112 Aina (TV-serie)
- 2016 – Black widows (TV-serie)
- 2016 – Maria Wern - Dit ingen når
- 2016 – Finaste Familjen (TV-serie)
- 2018 – Bron (TV-serie)
- 2018 – The Rain (TV-serie)
- 2018 – Jägarna (TV-serie)
- 2019 – Fartblinda (TV-serie)
- 2019 – Jag kommer hem igen till jul
- 2019 – Balkan Noir
- 2020 – Tunn is (TV-serie)
- 2020 – Kärlek & anarki (TV-serie)
- 2020 – Amningsrummet (TV-serie)
- 2021 – Tigrar
- 2023 – Barracuda Queens (TV-serie)
- 2025 – A Life’s Worth (TV-serie)
- 2025 – Tidstjuven (TV-serie)

## Teater

### Roller (ej komplett)
| År   | Roll                          | Produktion                                                        | Regi                                                                        | Teater                   |
| ---- | ----------------------------- | ----------------------------------------------------------------- | --------------------------------------------------------------------------- | ------------------------ |
| 2000 |                               | Tredje rikets fruktan och elände Bertolt Brecht                   | Johan Bernander                                                             | Teaterhögskolan i Malmö  |
| 2001 |                               | Repet Patrick Hamilton                                            | Måns Lagerlöf                                                               | Malmö Dramatiska Teater  |
| 2001 |                               | Temperance Staffan Göthe                                          | Wilhelm Carlsson                                                            | Malmö Dramatiska Teater  |
| 2001 |                               | Tro, hopp och kärlek Ödön von Horváth                             | Olof Lindqvist                                                              | Göteborgs stadsteater    |
| 2002 |                               | Dorian Grays porträtt Oscar Wilde                                 | Johanna Garpe                                                               | Malmö Dramatiska Teater  |
| 2002 | Felix                         | Nefertitis barn Jonna Nordenskiöld                                | Malin Stenberg                                                              | Backa teater             |
| 2003 | Konferenciern                 | Cabaret John Kander, Fred Ebb och Joe Masteroff                   | Alexander Öberg                                                             | Backa teater             |
| 2004 | Sigfrid Carlsson              | Din stund på jorden Vilhelm Moberg                                | Leif Stinnerbom                                                             | Stockholms stadsteater   |
| 2005 | Orin                          | Elektratrilogin Eugene O'Neill                                    | Alexander Öberg                                                             | Stockholms stadsteater   |
| 2006 | Demetrius                     | En midsommarnattsdröm William Shakespeare                         | Alexander Mørk-Eidem                                                        | Stockholms stadsteater   |
| 2006 | Martin Thorén                 | Temperance Staffan Göthe                                          | Rickard Günther                                                             | Stockholms stadsteater   |
| 2007 | Noppe                         | Djungelboken Rudyard Kipling                                      | Alexander Mørk-Eidem                                                        | Stockholms stadsteater   |
| 2007 | Greve Almaviva                | Figaros bröllop Pierre de Beaumarchais                            | Philip Zandén                                                               | Stockholms stadsteater   |
| 2008 | Eremiten Mjölnaren E Positiv  | Stora landsvägen August Strindberg                                | Wilhelm Carlsson                                                            | Stockholms stadsteater   |
| 2008 | Hedwig                        | Hedwig and the angry inch John Cameron Mitchell och Stephen Trask | Farnaz Arbabi                                                               | Stockholms stadsteater   |
| 2008 | Clifford Bradshaw             | Cabaret John Kander, Fred Ebb och Joe Masteroff                   | Colin Nutley                                                                | Stockholms stadsteater   |
| 2009 | d'Artagnan                    | De tre musketörerna Alexander Mørk-Eidem                          | Alexander Mørk-Eidem                                                        | Stockholms stadsteater   |
| 2010 | Medverkande                   | 4 X Mark Ravenhill Mark Ravenhill                                 | Hilde Brinchmann Børresen Tatu Hämäläinen Jens Karlsson Martin Rosengardten | Stockholms stadsteater   |
| 2010 | Philip                        | Pride Alexi Kaye Campbell                                         | Gerhard Hoberstorfer                                                        | Stockholms stadsteater   |
| 2010 | Hettore Gonzaga               | Emilia Galotti Gotthold Ephraim Lessing                           | Tobias Theorell                                                             | Stockholms stadsteater   |
| 2011 | Noppe                         | Djungelboken Rudyard Kipling                                      | Alexander Mørk-Eidem                                                        | Stockholms stadsteater   |
| 2011 | Joseph Porter Pitt            | Angels in America Tony Kushner                                    | Eva Dahlman                                                                 | Stockholms stadsteater   |
| 2011 | Vännen                        | Leka med elden August Strindberg                                  | Sofia Jupither                                                              | Stockholms stadsteater   |
| 2012 | d'Artagnan                    | De tre musketörerna Alexander Mørk-Eidem                          | Alexander Mørk-Eidem                                                        | Stockholms stadsteater   |
| 2014 | Noppe                         | Djungelboken Rudyard Kipling                                      | Alexander Mørk-Eidem                                                        | Kulturhuset Stadsteatern |
| 2014 | Humbert Humbert               | Lolita Edward Albee                                               | Nora Nilsson                                                                | Kulturhuset Stadsteatern |
| 2018 | Herr Jenkins Köksmästare Häxa | Häxorna Roald Dahl                                                | Alexander Mørk-Eidem                                                        | Dramaten                 |
| 2021 | Tomas                         | Tiden är vårt hem Lars Norén                                      | Eirik Stubø                                                                 | Kulturhuset Stadsteatern |
| 2022 | Bruun                         | Jakten (Jagten) Thomas Vinterberg och Tobias Lindholm             | Eirik Stubø                                                                 | Kulturhuset Stadsteatern |
| 2023 | Tomas                         | Tiden är vårt hem Lars Norén                                      | Eirik Stubø                                                                 | Kulturhuset Stadsteatern |